# Martyr
Martyr (właściwy tytuł – Martyr from Love) – singel zespołu Depeche Mode, promujący album The Best Of, Volume 1.

## Wydany w krajach
- Dania (CD-R)
- Grecja (CD-R)
- Unia Europejska (7", 12", 2x12", CD, DVD)
- USA (CD)
- Wielka Brytania (CD-R, WMA)

## Informacje
- Nagrano w Sound Design, Santa Barbara (USA)
- Produkcja Ben Hillier
- Teksty i muzyka Martin L. Gore

## Twórcy

### Depeche Mode
- David Gahan – wokale główne
- Martin Gore – gitara, chórki, syntezator
- Andrew Fletcher – syntezator, gitara basowa

### Pozostali
- Dave McCracken – syntezator, automat perkusyjny
- Richard Morris – syntezator, automat perkusyjny

## Wydania

### EMI
- bez numeru katalogowego, CD-R, wydany kiedy w Danii
  1. Martyr –
  2. Martyr (Paul van Dyk Radio Mix)
  3. Martyr (Paul van Dyk Vonyc Lounge Mix)
  4. Martyr (Paul van Dyk Dub)
  5. Martyr (Paul van Dyk Dub Vox)
  6. Martyr (Booka Shade Dub)

- bez numeru katalogowego, CD-R, wydany kiedy w Danii
  1. Just Can’t Get Enough (Dirty South Mix) – 7:46

### Mute
- 12Bong39, 12" płyta winylowa, wydana 4 grudnia 2006 w Unii Europejskiej
  1. Martyr (Booka Shade Dub) – 8:15
  2. Martyr (Dreher & S.M.Art B.N. Reload Remix) – 5:17
  3. Martyr (Alex Smoke Gravel Mix) – 6:39

- Bong39, 7" płyta winylowa, wydana 11 grudnia 2006 w Unii Europejskiej
  1. Martyr –
  2. Never Let Me Down Again (Digitalism Remix) –

- Bong39, 7" płyta winylowa – wydanie testpressing, wydana kiedy w Unii Europejskiej
  1. Martyr –
  2. Never Let Me Down Again (Digitalism Remix) –

- Bong39, CD-R, wydany 30 października 2006 w Wielkiej Brytanii
  1. Martyr – 3:25
  2. Martyr (Booka Shade Full Vocal Mix Edit) – 6:26
  3. Martyr (Paul van Dyk Remix Edit) – 7:22
  4. Martyr (Alex Smoke Gravel Mix) – 6:44
  5. Never Let Me Down Again (Digitalism Remix) – 4:42
  6. Martyr (Dreher & S.M.Art B.N. Reload Remix) – 5:23
  7. Martyr (Booka Shade Travel Mix) – 6:22
  8. Martyr (Single Version) – 3:25
  9. Never Let Me Down Again (Digitalism Remix) – 4:40

- L12Bong39, 12" podwójna płyta winylowa, wydana 11 grudnia 2006 w Unii Europejskiej

- P12Bong39, promocyjna 12" płyta winylowa, wydana 30 października 2006 w Unii Europejskiej
  1. Martyr (Booka Shade Dub) – 8:15
  2. Martyr (Dreher & S.M.Art B.N. Reload Remix) – 5:17
  3. Martyr (Alex Smoke Gravel Mix) – 6:39

- P12Bong39, 12" płyta winylowa – wydanie testpressing, wydana kiedy w Unii Europejskiej
  1. Martyr (Booka Shade Dub) – 8:15
  2. Martyr (Dreher & S.M.Art B.N. Reload Remix) – 5:17
  3. Martyr (Alex Smoke Gravel Mix) – 6:39

- PXL12Bong39, promocyjna 12" płyta winylowa, wydana 26 października 2006 w Unii Europejskiej
  1. Just Can’t Get Enough (Dirty South Mix) – 7:46
  2. Personal Jesus (Timo Maas Remix) – 7:50

- PXL12Bong39, 12" płyta winylowa – wydanie testpressing, wydana kiedy w Unii Europejskiej
  1. Just Can’t Get Enough (Dirty South Mix) – 7:46
  2. Personal Jesus (Timo Maas Remix) – 7:50

- PL12Bong39, 12" płyta winylowa – wydanie testpressing, wydana kiedy w Unii Europejskiej
  1. Personal Jesus (Boyz Noize Rework)
  2. Never Let Me Down Again (Digitalism Remix)
  3. Everything Counts (Oliver Huntemann & Stephan Bodzin Dub)[1]
  4. People Are People (Underground Resistance Remix)

- PL12Bong39, podwójna 12" płyta winylowa – wydanie testpressing, wydana kiedy w Unii Europejskiej
  1. Personal Jesus (Boyz Noize Rework)
  2. Never Let Me Down Again (Digitalism Remix)
  3. Everything Counts (Oliver Huntemann & Stephan Bodzin Dub)
  4. People Are People (Underground Resistance Remix)

- PL12Bong39, promocyjny CD-R, wydany 30 października 2006 w Wielkiej Brytanii
  1. People Are People (Underground Resistance Remix) –
  2. Never Let Me Down Again (Digitalism Remix) –
  3. Personal Jesus (Boyz Noize Rework) –
  4. Everything Counts (Oliver Huntemann & Stephan Bodzin Dub) –

- CDBong39, CD, wydany kiedy w Unii Europejskiej
  1. Martyr –
  2. Martyr (Booka Shade Full Vocal Mix Edit) –

- LCDBong39, CD, wydany kiedy w Unii Europejskiej
  1. Martyr (Paul van Dyk Remix Edit) –
  2. Martyr (Alex Smoke Gravel Mix) –
  3. Never Let Me Down Again (Digitalism Remix) –

- XCDBong39, CD, wydany kiedy w Unii Europejskiej
  1. Martyr –
  2. Martyr (Booka Shade Full Vocal Mix Edit) –

- RCDBong39, promocyjny CD, wydany kiedy w Unii Europejskiej
  1. Martyr (Radio Version) – 3:08

- PCDBong39, promocyjny CD, wydany kiedy w Unii Europejskiej
  1. Martyr – 3:21
  2. Martyr (Paul van Dyk Radio Mix) – 3:36
  3. Martyr (Paul van Dyk Vonyc Lounge Mix) – 7:02
  4. Martyr (Paul van Dyk Dub) – 10:17
  5. Martyr (Paul van Dyk Remix) – 10:17
  6. Martyr (Booka Shade Dub) – 8:15

- PCDBong39, promocyjny CD-R, wydany 30 października 2006 w Wielkiej Brytanii
  1. Martyr –
  2. Martyr (Paul van Dyk Radio Mix) –
  3. Martyr (Paul van Dyk Vonyc Lounge Mix) –
  4. Martyr (Paul van Dyk Dub) –
  5. Martyr (Paul van Dyk Dub Vox) –
  6. Martyr (Booka Shade Dub) –

- PLCDBong39[2], promocyjny CD-R, wydany 30 października 2006 w Wielkiej Brytanii
  1. Personal Jesus (Boyz Noize Rework) – 6:53
  2. Never Let Me Down Again (Digitalism Remix) – 4:36
  3. Everything Counts (Oliver Huntemann & Stephan Bodzin Dub) – 6:52
  4. People Are People (Underground Resistance Remix) – 7:20
  5. Everything Counts (Troy Pierce Unofficial Business Mix) – 5:58
  6. Personal Jesus (Hearthrob Rework 2) – 5:13
  7. The Sinner in Me (Ricardo Villalobos Conclave Remix) – 12:59
  8. Personal Jesus (Timo Maas Remix) – 7:50

- PLCDBong39, promocyjny CD-R, wydany 30 października 2006 w Wielkiej Brytanii
  1. Just Can’t Get Enough (Dirty South Mix) –

- DVDBong39, DVD, wydane kiedy w Unii Europejskiej
  1. Martyr
  2. Martyr (Dreher & S.M.Art B.N. Reload Remix)
  3. Martyr (Booka Shade Travel Mix)

- bez numeru katalogowego, WMA[3], udostępnione na serwerze iTunes kiedy w Wielkiej Brytanii
  1. Martyr (Paul van Dyk Dub)
  2. Martyr (Alex Smoke Bones Edit)
  3. Martyr (Booka Shade Dub)

### Reprise
- PRO-CDR-101908, promocyjny CD, wydany kiedy w USA
  1. Martyr (Radio Version) – 3:07
  2. Martyr – 3:24

- PRO-CDR-101926, promocyjny CD, wydany kiedy w USA
  1. Martyr – 3:24
  2. Martyr (Paul van Dyk Remix) – 10:21
  3. Martyr (Paul van Dyk Vonyc Lounge Mix) – 7:06
  4. Martyr (Paul van Dyk Dub) – 10:21
  5. Martyr (Booka Shade Full Vocal Mix Edit) – 6:21
  6. Martyr (Booka Shade Travel Mix) – 6:21
  7. Martyr (Booka Shade Dub) – 8:19
  8. Martyr (Dreher & S.M.Art B.N. Reload Remix) – 5:21
  9. Martyr (Alex Smoke Gravel Mix) – 6:42

### Virgin/EMI
- Bong39, promocyjny CD-R (limitowana liczba – 100 szt.), wydany kiedy w Grecji
  1. Martyr – 3:23
  2. Martyr – 3:25
  3. Martyr (Paul van Dyk Radio Mix) – 3:44
  4. Martyr (Paul van Dyk Remix Edit) – 3:46
  5. Martyr (Paul van Dyk Vonyc Lounge Mix) – 7:10
  6. Martyr (Paul van Dyk Dub) – 10:25
  7. Martyr (Paul van Dyk Remix) – 10:25
  8. Martyr (Booka Shade Dub) – 8:23
  9. Martyr (Booka Shade Full Vocal Mix Edit) – 6:26
  10. Martyr (Dreher & S.M.Art B.N. Reload Remix) – 5:25
  11. Martyr (Alex Smoke Gravel Mix) – 3:09